# General Motors EV1
De General Motors EV1 was een elektrische auto die werd geproduceerd en verleased door General Motors van 1996 tot 1999. Het was het eerste in massa geproduceerde elektrische voertuig van de moderne tijd van een grote autofabrikant en de eerste auto van GM die vanaf het begin werd ontworpen om een elektrisch voertuig te zijn.
De beslissing om een elektrische auto in massaproductie te nemen kwam er nadat GM een positieve reactie had gekregen op zijn Impact elektrische concept-auto uit 1990, waarop het ontwerp van de EV1 zwaar leunde. Gedeeltelijk geïnspireerd door het waargenomen potentieel voor succes van de Impact, heeft de California Air Resources Board (CARB) een mandaat goed gekeurd, dat de productie en verkoop van emissievrije voertuigen (ZEV) een vereiste maakte voor de zeven grote autofabrikanten die auto's in de Verenigde Staten verkopen om hun voertuigen in Californië op de markt te blijven brengen.
De EV1 werd beschikbaar gesteld via beperkte leaseovereenkomsten, aanvankelijk voor inwoners van de steden Los Angeles (Californië) en Phoenix en Tucson (Arizona). EV1-huurders namen officieel deel aan een "real-world engineering-evaluatie" en marktonderzoek naar de haalbaarheid van het produceren en op de markt brengen van een elektrisch voertuig voor woon-werkverkeer in geselecteerde Amerikaanse markten, uitgevoerd door GM's Advanced Technology Vehicles-groep. GM rekende op een belangstelling van 80 vrijwilligers, maar al snel ontving het bedrijf meer dan 24.000 aanmeldingen van geïnteresseerden. De auto's waren niet beschikbaar voor aankoop en konden alleen worden onderhouden bij aangewezen Saturn-dealers. Binnen een jaar na de release van de EV1 werden ook leaseprogramma's gelanceerd in San Francisco en Sacramento (Californië), samen met een beperkt programma in de staat Georgia.

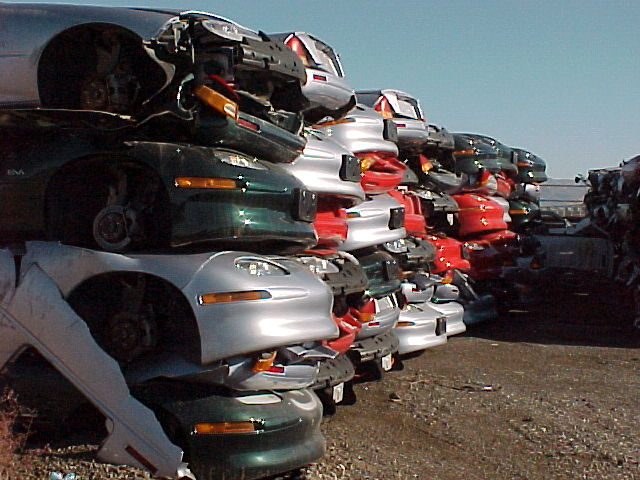
Opgestapelde vernietigde EV1's

 Hoewel de reacties van klanten op de EV1 zeer positief waren, geloofde GM dat elektrische auto's een onrendabele niche van de automarkt zouden bezetten, waardoor ze minder winst konden maken. Hierom zijn uiteindelijk bijna alle verleasede EV1s vernietigd, iets wat resulteerde in protestacties van boze klanten die het vernietigen verspillend, onnodig en vervuilend vonden. Bovendien heeft een alliantie van de grote autofabrikanten tegen de CARB-regelgeving voor de rechtbank geprocedeerd, wat resulteerde in een versoepeling van de ZEV-bepaling, waardoor de bedrijven voertuigen met een superlage uitstoot, voertuigen op aardgas en hybride auto's konden produceren in plaats van pure elektrische auto's. Het EV1-programma werd vervolgens in 2002 stopgezet en alle auto's op de weg werden teruggenomen door het bedrijf, iets wat specifiek was toegestaan onder de voorwaarden van de lease. Huurders kregen niet de mogelijkheid om hun auto's van GM te kopen of over te nemen. Het merendeel van de teruggenomen EV1's werd vernietigd, en ongeveer 40 werden aan musea en onderwijsinstellingen geleverd met onklaar gemaakte elektrische aandrijflijnen, met de afspraak dat de auto's niet opnieuw zouden worden geactiveerd en op de weg zouden worden gereden. De enige intacte EV1 werd geschonken aan het Smithsonian Institution. General Motors zou ook modellen hebben gegeven aan onderzoeksinstellingen, waarbij EV1's in het wild werden gevonden in de buurt van universiteiten, vaak in staat van verval.
De stopzetting van de EV1 blijft controversieel, waarbij liefhebbers van elektrische auto's, milieubelangengroepen en voormalige EV1-huurders GM ervan beschuldigen zijn programma voor elektrische auto's te saboteren om mogelijke verliezen in de verkoop van reserveonderdelen (verkoop gedwongen door overheidsvoorschriften) te voorkomen. Daarbij wordt ook de Amerikaanse olie-industrie de schuld gegeven voor het samenzweren om elektrische auto's van de weg te houden. Tijdens de stopzetting verborg filmregisseur Francis Ford Coppola zijn EV1 voor General Motors en kon hij uiteindelijk zijn EV1 houden. Als gevolg van het feit dat GM de auto's terugnam en vervolgens vernietigde of onklaar maakte, is een intacte en werkende EV1 een van de zeldzaamste auto's uit de jaren negentig.

## Foto's

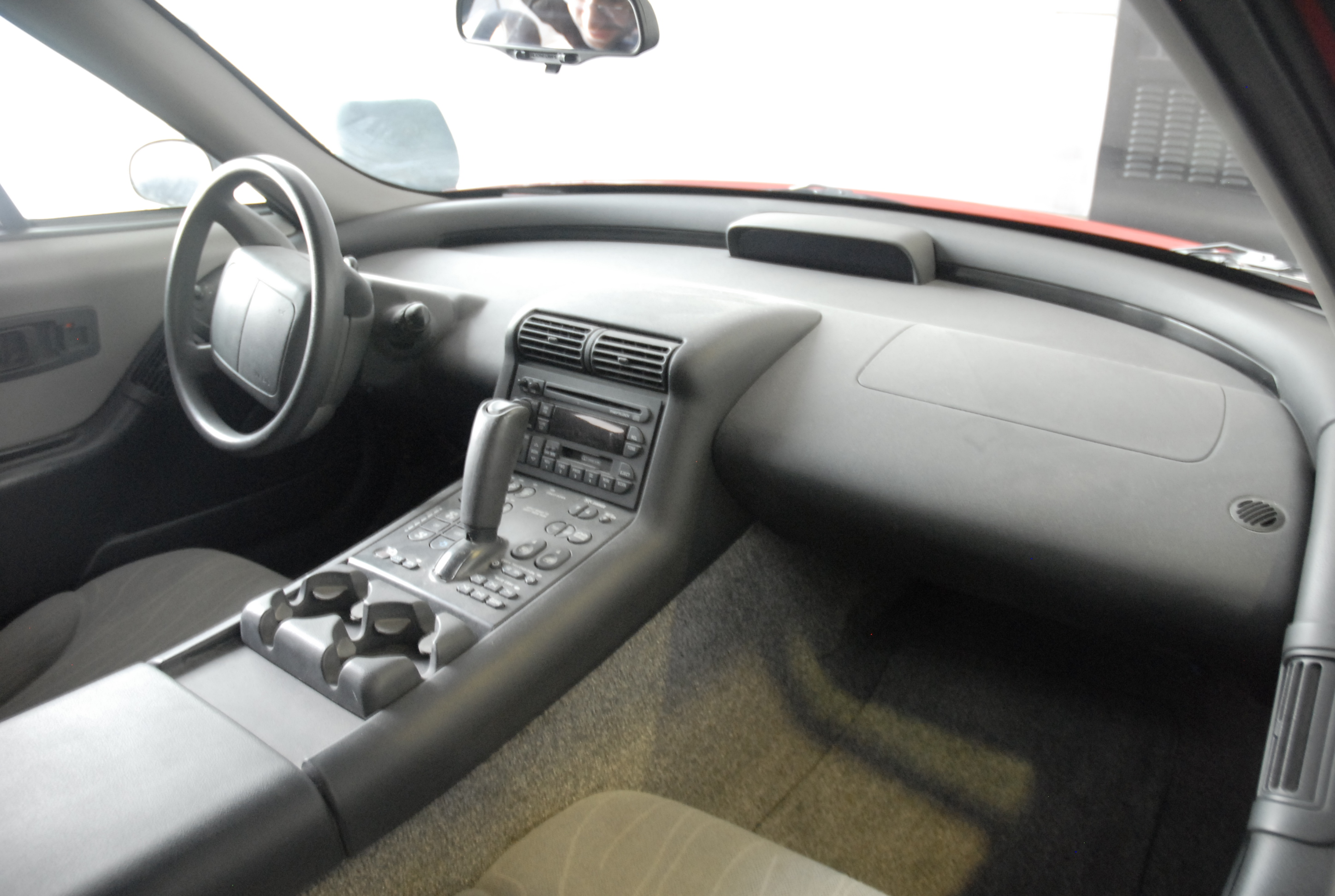
Interieur
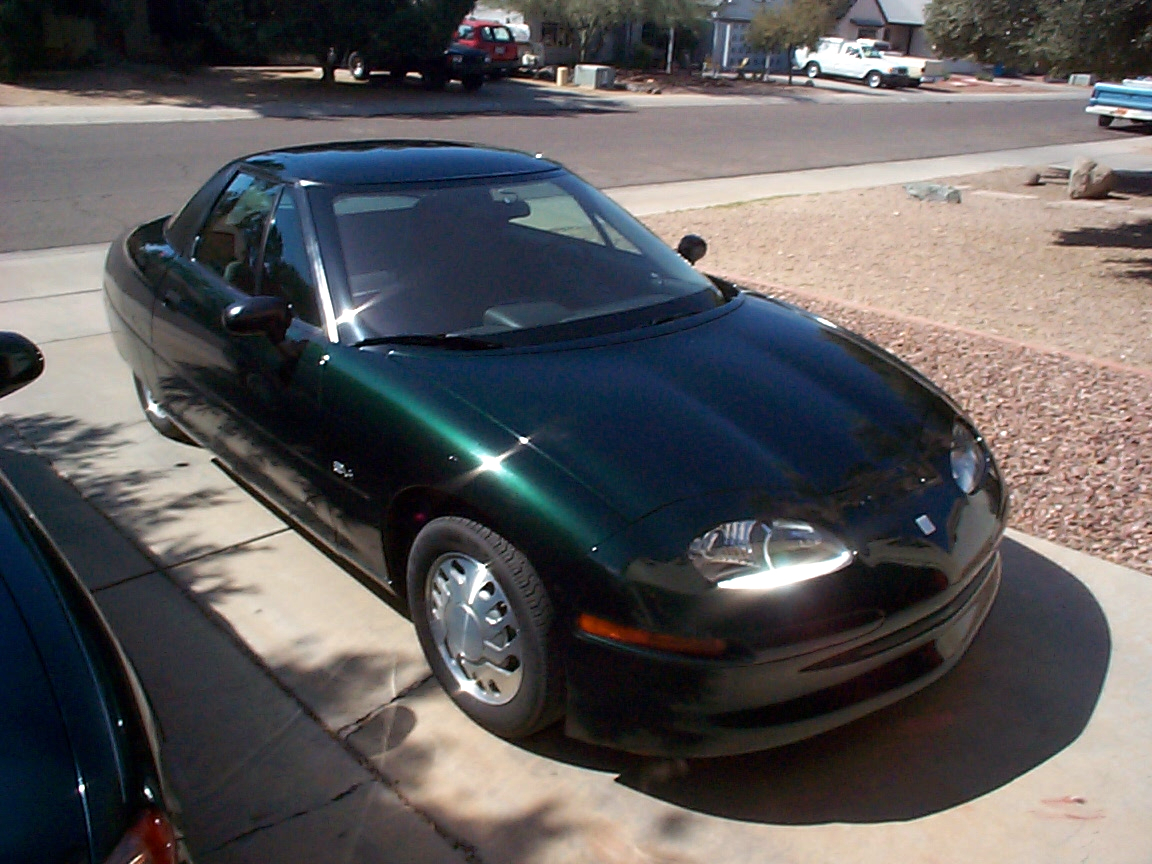
Voorkant
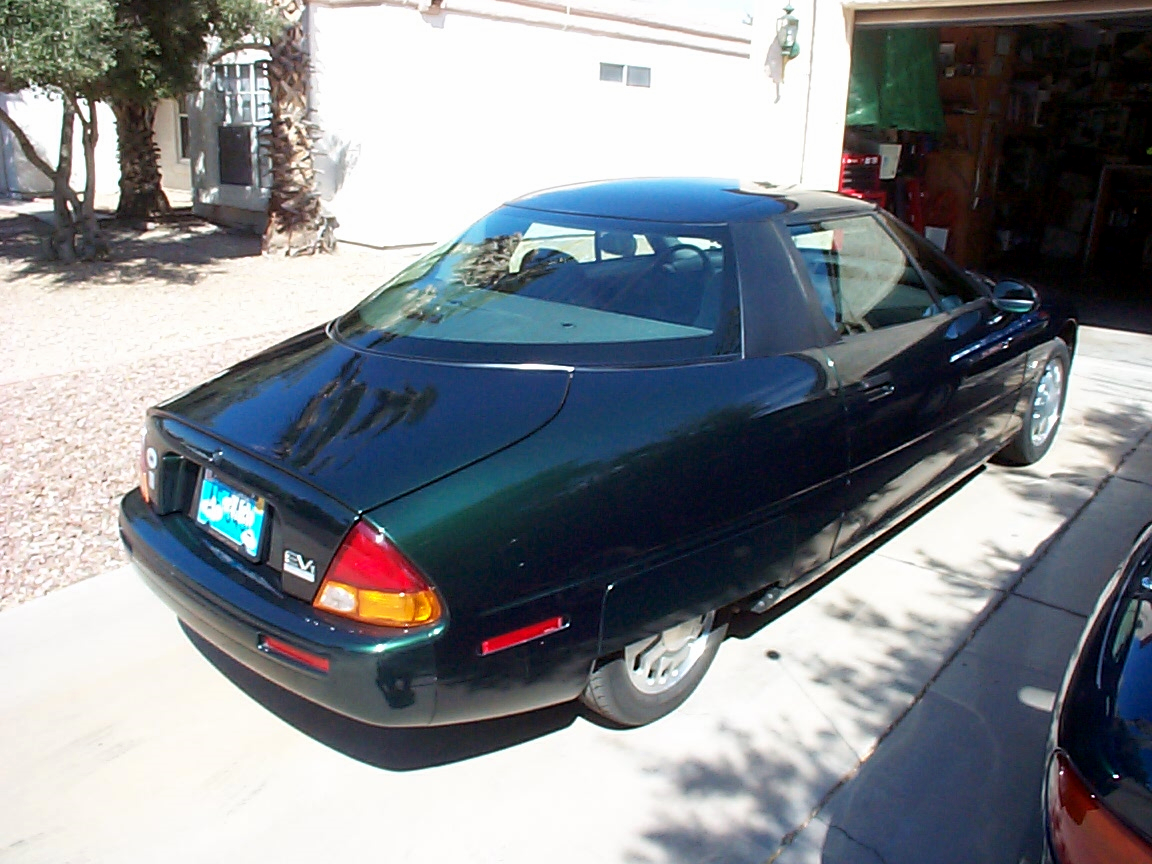
Achterkant
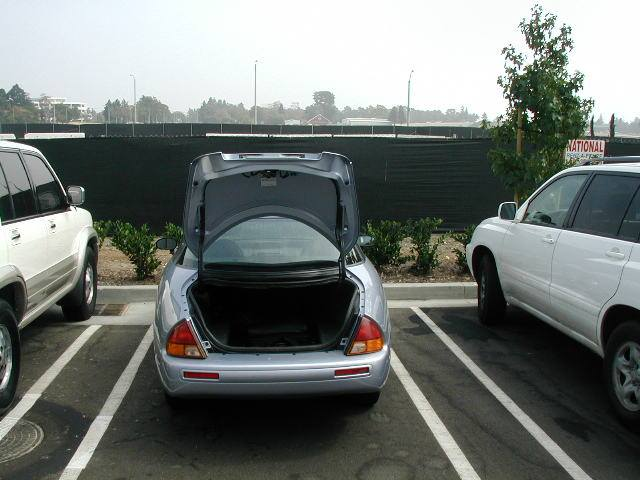
Kofferbak
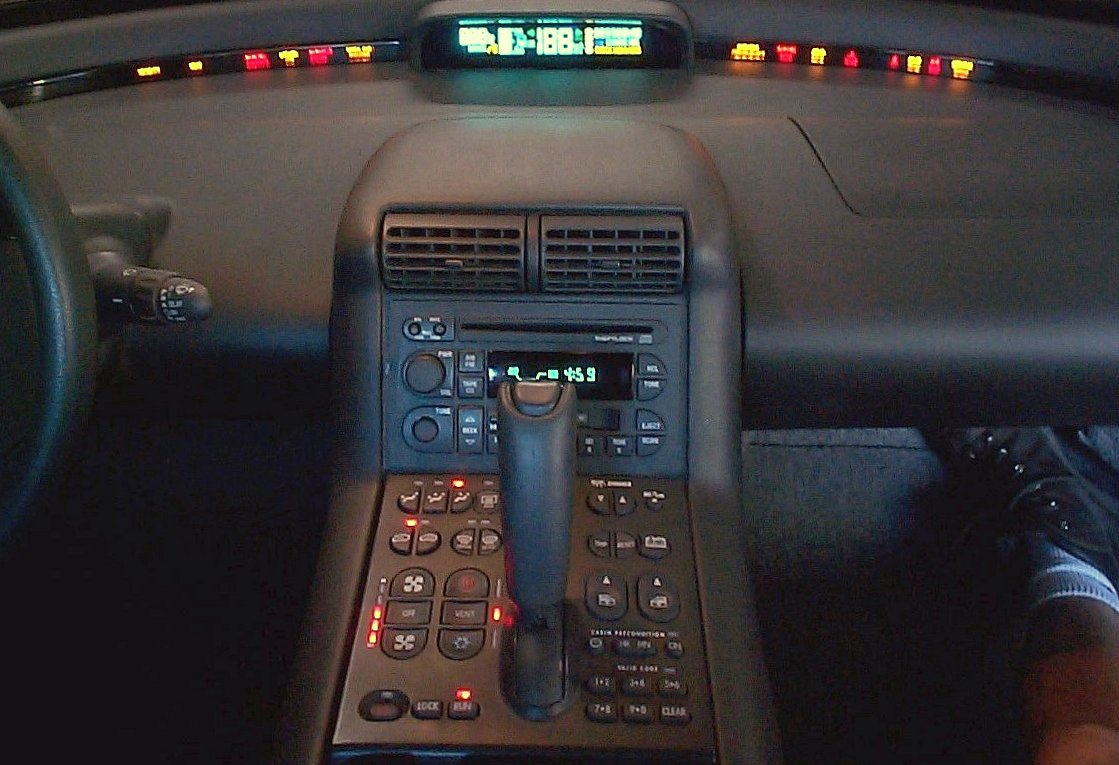
Centraal bedieningspaneel en dashboard
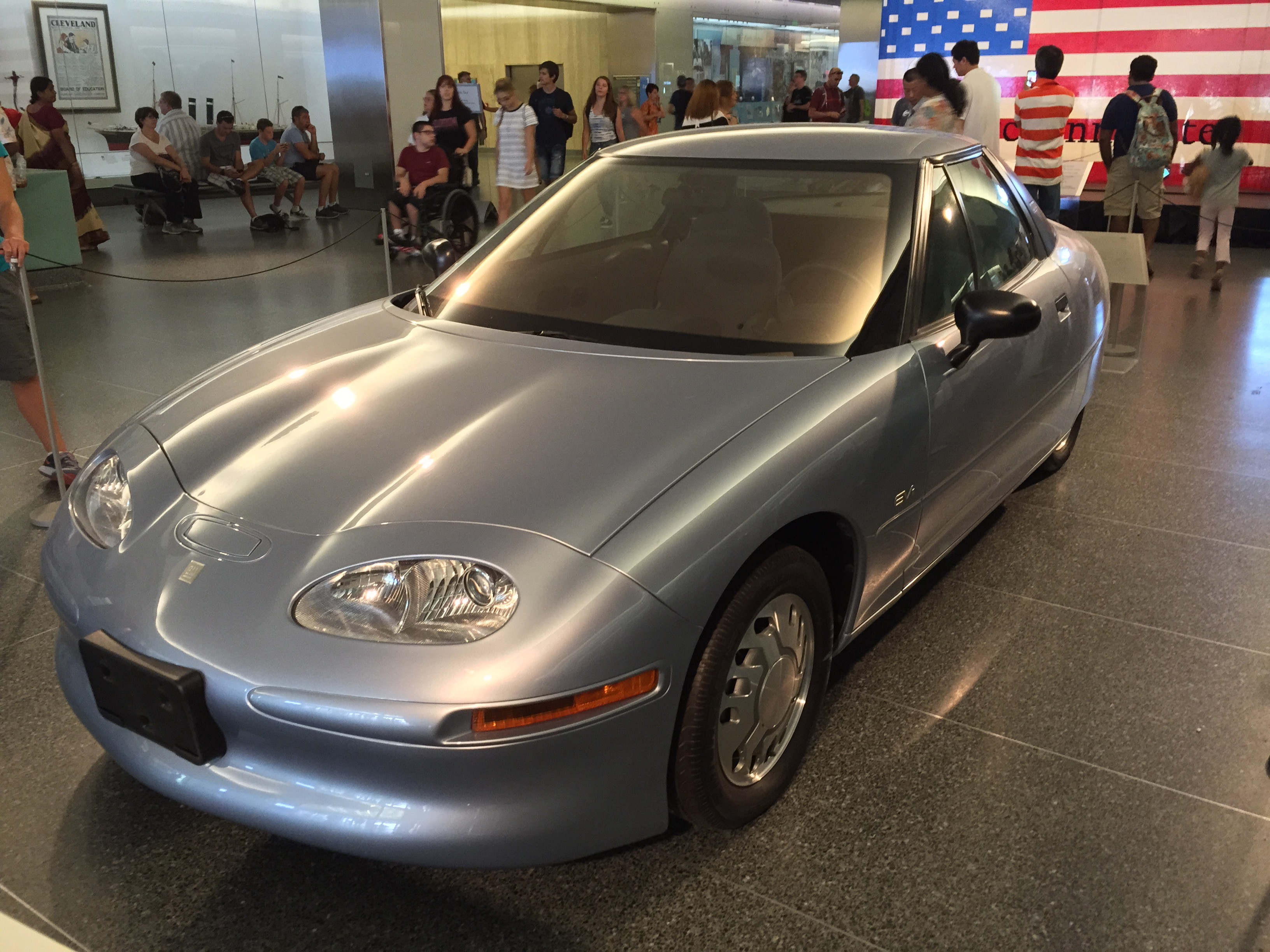
De enige nog functionele EV1 in het National Museum of American History

## Technologie

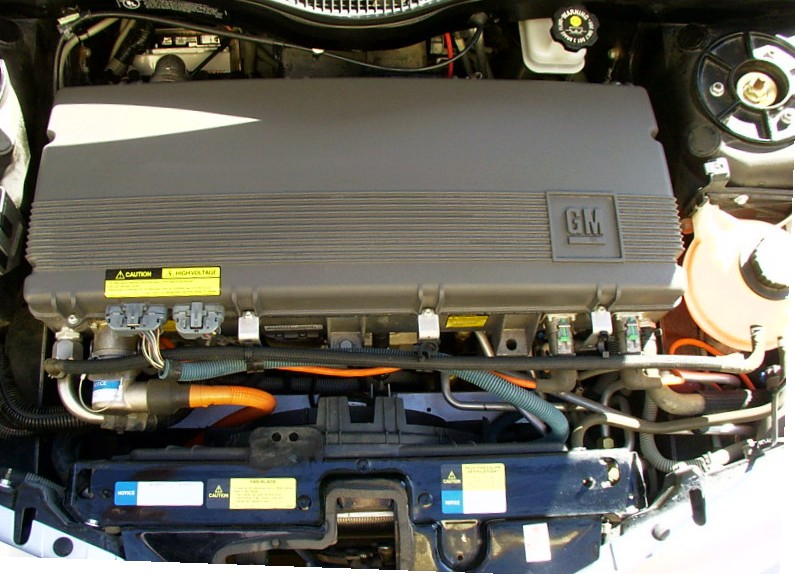
Onder de motorkap van de EV1

### Aandrijving
De driefasige AC-inductie-elektromotor van de auto produceerde 137 pk (102 kW) bij 7000 touren per minuut. Net als elektrische treinen en alle andere voertuigen met een elektromotor, zou de EV1 zijn volledige koppel kunnen leveren over zijn hele vermogensbereik, waardoor hij overal een koppel van 149 newtonmeter kon produceren, waardoor een handmatige of automatische versnellingsbak niet nodig was. Het vermogen werd aan de voorwielen geleverd via een geïntegreerde transmissie met een enkelvoudige reductie.

### Batterij

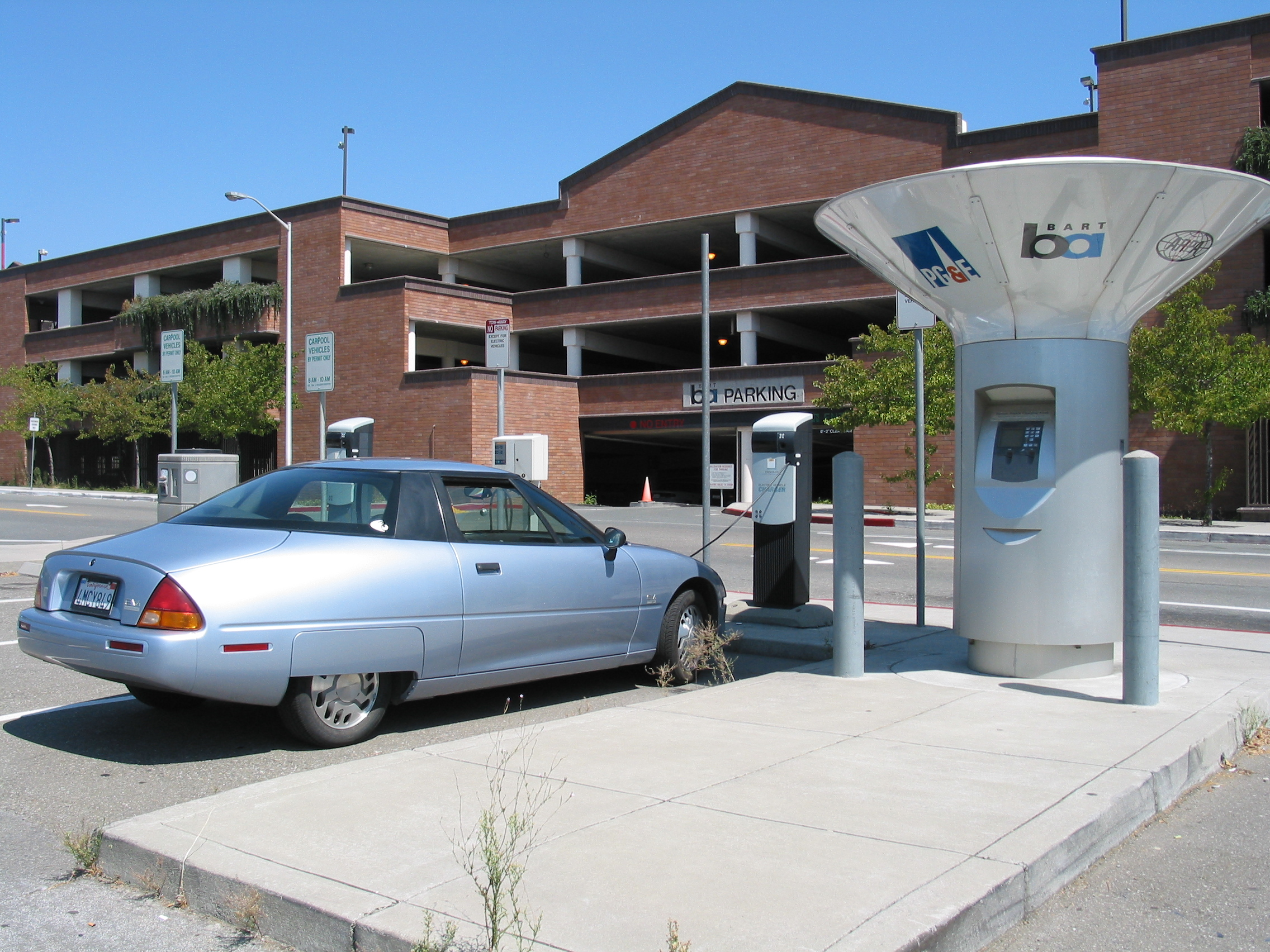
Een EV1 bij een publieke laadpaal

De Gen I EV1-modellen, uitgebracht in 1996, gebruikten loodzuuraccu's met een gewicht van 533 kg. De eerste batch batterijen werd geleverd door GM's Delco Remy Division; deze werden gewaardeerd op 53 ampère-uren bij een nominale spanning van 312 volt (16,5 kWh), en bood aanvankelijk een bereik van 97 km of 60 mijlen per lading. Het ontwerp van het batterijpakket, inclusief de batterijlade, elektronische bewaking, veiligheidsschakelaars en crashbestendigheid, werd gebruikt op alle EV1-modellen en bood plaats aan toekomstige (geplande) energieopslagproducten, waaronder NiMH en lithium-ion. Gen II-auto's, uitgebracht in 1999, gebruikten een nieuwe batch loodzuuraccu's van Panasonic, die nu 594 kg wogen; sommige Gen I-auto's werden achteraf uitgerust met dit batterijpakket. De Japanse batterijen werden beoordeeld op 60 ampère-uren bij 312 volt (18,7 kWh), en vergrootte het bereik van de EV1 tot 161 km of 100 mijlen. Kort na de introductie van de tweede generatie auto's is het nikkel-metaalhydride (NiMH) "Ovonic"-batterijpakket, dat het leeggewicht van de auto tot 1.319 kg reduceerde, in productie gegaan. Dit pakket werd ook achteraf ingebouwd in oudere auto's. De NiMH-batterijen, beoordeeld op 77 ampère-uren bij 343 volt (26,4 kWh), gaven de auto's een bereik van 257 km of 160 mijlen per lading, meer dan het dubbele van wat de originele Gen I-auto's konden rijden.

### Opladen
De EV1 wordt opgeladen met behulp van de Magne Charge inductieve oplaadpaddle, geproduceerd door Delco Electronics, dochteronderneming van General Motors. De Magne Charge-paddle werd in een gleuf tussen de koplampen van de EV1 gestoken. Door de draadloze oplaadtechnologie werd er geen directe verbinding tot stand gebracht en was het opladen van de auto terwijl het regende geen veiligheidsrisico, hoewel er geïsoleerde incidenten waargenomen zijn met branden die begonnen bij de oplaadpoort.
De door GM geleverde thuislader, die nodig was voor het "snel opladen" van de auto, had een afmeting van ongeveer 0,45 bij 0,60 bij 1,50 meter en leek op een benzinepomp. GM bood ook een 120 V AC-lader aan die met elk standaard Noord-Amerikaans stopcontact kan worden gebruikt om het batterijpakket langzaam op te laden. Deze "gemakslader" was niet beschikbaar voor EV1's die zijn uitgerust met de NiMH-batterijpakketten. De installatie van het laadapparaat nam één tot twee weken in beslag, tegen een gemiddelde kostprijs van $ 2500.

## Documentaire:Who Killed the Electric Car?

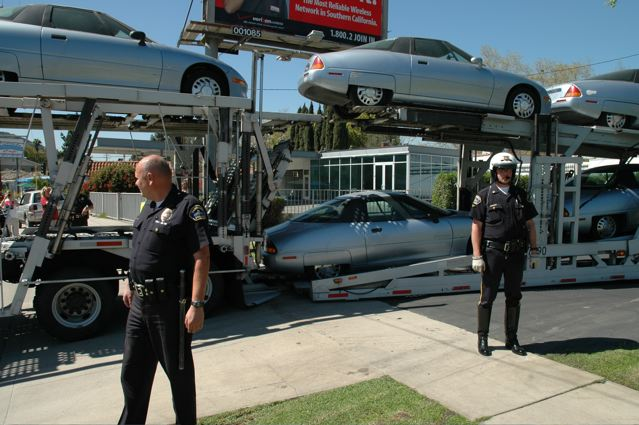
Politieagenten beschermen een transport van EV1's, op weg naar vernietiging, tegen protestanten

De ondergang van de EV1 is het onderwerp van een documentaire van Chris Paine uit 2006, getiteld Who Killed the Electric Car?. Een groot deel van de film geeft de inspanningen weer van GM om aan Californië aan te tonen dat er geen vraag naar hun product was om vervolgens om elke geproduceerde EV1 terug te nemen en te vernietigen. Enkele voertuigen werden onklaar gemaakt en aan musea en universiteiten gegeven, maar bijna alle werden verpletterd of versnipperd met een speciale machine, zoals te zien is in de documentaire.
GM reageerde op de beweringen van de film en gaf verschillende redenen aan waarom de EV1 destijds niet commercieel levensvatbaar was en dat het bedrijf problemen had met het vinden van onderdelen voor de auto.